# XVI wiek p.n.e.

XVI wiek p.n.e.

XVIII wiek p.n.e. XVII wiek p.n.e. XVI wiek p.n.e. XV wiek p.n.e. XIV wiek p.n.e.

## Wydarzenia na świecie
Wydarzenia w Europie
- około 1600 p.n.e.

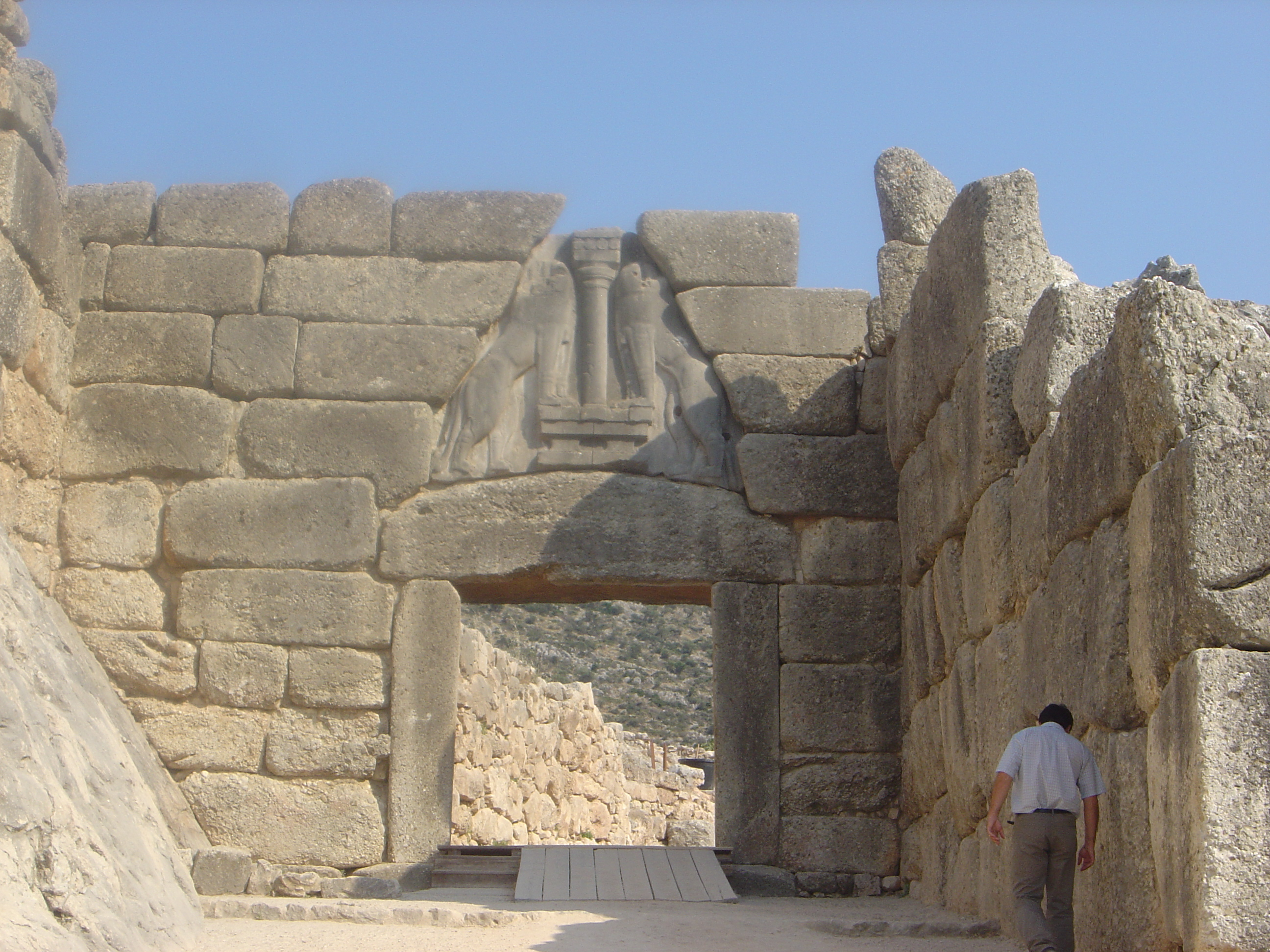
Ruiny w Mykenach

  - Achajowie utworzyli państwo w Mykenach; budowa bogatych grobowców szybowych w Mykenach
  - szczyt rozwoju kultury minojskiej, która swym wpływem objęła całe Morze Egejskie (Kreteńczycy zajęli Cyklady i dotarli do Peloponezu)

Wydarzenia w Azji
- około 1600 p.n.e. 
  - początki chińskiego pisma piktograficznego
  - Kanaanejczycy używają pierwszego pisma alfabetycznego
  - na Bliskim Wschodzie pojawiły się pierwsze przedmioty ze szkła
- 1595 p.n.e. – Hetyci pod wodzą Mursilisa I zdobyli i zniszczyli Babilon, po ich wycofaniu się miasto zajęli Kasyci
- około 1557 p.n.e. – chińska dynastia Shang przeniosła stolicę do Zhengzhou
- około 1550 p.n.e. – Mitanni stało się najpotężniejszym państwem Bliskiego Wschodu

Wydarzenia w Afryce
- około 1600 p.n.e. 
  - Egipcjanie zaczęli używać rydwanów
  - powstanie nubijskiego królestwa Kusz
- 1551 p.n.e. – król Teb Ahmose I założył osiemnastą dynastię i rozpoczął jednoczenie Egiptu, pokonując Hyksosów. Początek Nowego Państwa
- ok. 1520 p.n.e. – początek budowy Świątyni Hatszepsut w Dejr-el-Bahari
- 1505 p.n.e. – Totmes I objął władzę w Egipcie, rozpoczęła się tzw. faza imperialistyczna w dziejach tego państwa

Wydarzenia w Ameryce
Wydarzenia w Australii